# Радио
Ра́дио (лат. radiare, radio — «испускать, облучать, излучать во все стороны»; radius — «луч»), также радиосвязь — способ передачи сообщений на расстояние посредством радиоволн, а также область науки и техники, связанная с изучением физических явлений, лежащих в основе этого способа, и с его использованием для связи, звукового вещания, передачи изображений, сигнализации, контроля и управления, обнаружения различных объектов и определения их местоположения и для других целей.
Термин «радио» впервые ввёл в обращение английский физик-химик Уильям Крукс приблизительно в 1873 году, то есть примерно за 20 лет до первых практических опытов по беспроводной телеграфной связи посредством электромагнитных волн и за 30 лет до появления международных рекомендаций по использованию этого термина в этой области науки и техники.

## Принцип работы
На передающей стороне (в радиопередатчике) создаётся высокочастотный сигнал определённой частоты (несущий сигнал, «несущая частота»). На него накладывается информационный сигнал, который нужно передать (звук, изображение и т. д.), — происходит модуляция несущей частоты информационным сигналом. Модулированный сигнал излучается передающей антенной в пространство в виде радиоволн.
На приёмной стороне радиоволны наводят высокочастотный ток в приёмной антенне, откуда он поступает в радиоприёмник. Система фильтров выделяет из множества наведённых в антенне токов от разных радиопередатчиков и от других источников радиоволн сигнал с определённой несущей частотой, а детектор восстанавливает из него модулирующий информационный (полезный) сигнал. Получаемый сигнал может несколько отличаться от передаваемого радиопередатчиком вследствие влияния разнообразных помех.
Первоначально радиоволны не применялись для передачи звука. Первым догадавшимся промодулировать радиосигнал звуковым сигналом был канадский изобретатель Реджинальд Фессенден, который включил угольный микрофон в разрыв провода антенны искрового передатчика. Таким способом 23 декабря 1900 года Фессенден осуществил передачу звукового сигнала на расстояние в 1 милю. Хотя звук был сильно искажённым и непригодным для практического применения, этот эксперимент показал, что технические доработки могут улучшить передачу звукового сигнала. В дальнейших экспериментах в качестве источника радиосигнала Фессенден использовал электромашинный генератор переменного тока Эрнста Александерсона (альтернатор Александерсона) частотой около 50 кГц. Применив ранее построенную антенну высотой 128 м в Брант-Роке (небольшое поселение на берегу Атлантики чуть южнее Бостона в штате Массачусетс), 24 декабря 1906 года он осуществил первую в мире радиовещательную передачу звукового сигнала.

## Частотные диапазоны
Вещательные антенны:
- Низкие частоты (километровые волны) — f = 30—300 кГц (λ = 1—10 км).

В практике радиовещания и телевидения используется упрощённая классификация радиодиапазонов:
- Сверхдлинные волны (СДВ) — мириаметровые волны;
- Длинные волны (ДВ) — километровые волны;
- Средние волны (СВ) — гектометровые волны;
- Короткие волны (КВ) — декаметровые волны;
- Ультракороткие волны (УКВ) — волны длиной меньше 10 м.

В зависимости от диапазона, радиоволны имеют свои особенности и законы распространения:
- ДВ сильно поглощаются ионосферой, основное значение имеют приземные волны, которые распространяются, огибая Землю. Их интенсивность, по мере удаления от передатчика, уменьшается сравнительно быстро;
- СВ сильно поглощаются ионосферой днём, район действия определяется приземной волной, вечером хорошо отражаются от ионосферы, район действия определяется отражённой волной;
- КВ распространяются на дальние расстояния исключительно посредством отражения ионосферой, вокруг передатчика существует так называемая зона радиомолчания, её размер зависит от характеристик передающей антенны, частоты радиосигнала и состояния ионосферы. Днём лучше распространяются более короткие волны (с высокой частотой), ночью более длинные (низкочастотные). При благоприятных условиях короткие волны могут распространяться на большие расстояния при малой мощности передатчика;
- УКВ распространяются прямолинейно, и, как правило, не отражаются ионосферой, однако, при определённых условиях, способны огибать земной шар из-за разности плотностей воздуха в разных слоях атмосферы. Легко огибают препятствия и имеют высокую проникающую способность;
- СВЧ не огибают препятствия, распространяются в пределах прямой видимости. Используются в «Wi-Fi», сотовой связи и т. д.;
- КВЧ не огибают препятствия, отражаются большинством препятствий, распространяются в пределах прямой видимости. Используются для спутниковой связи;
- Гипервысокие частоты не огибают препятствия, отражаются подобно свету, распространяются в пределах прямой видимости. Использование ограничено.

## Распространение радиоволн
Радиоволны распространяются в вакууме и в атмосфере, земная поверхность и вода для них непрозрачны. Тем не менее, благодаря эффектам дифракции и отражения, возможна связь между точками земной поверхности, не имеющими прямой видимости — в частности, находящимися на большом расстоянии.
Распространение радиоволн от источника к приёмнику может происходить несколькими путями одновременно — такое распространение называется «многолучёвостью». Вследствие многолучёвости и изменений параметров среды возникают замирания (англ. fading) — изменение уровня принимаемого сигнала во времени. При многолучёвости изменение уровня сигнала происходит вследствие интерференции, то есть в точке приёма электромагнитное поле представляет собой «сумму» радиоволн диапазона, смещённых во времени.

## Применение

### Радиовещание
Термин «радиовещание» был введён И. Г. Фрейманом и стал широко использоваться в Советской России с 1921 года, когда Радиотехническим советом Народного комиссариата почт и телеграфов была принята программа, предусматривавшая организацию радиовещания через громкоговорители в центральных городах, в 280 губернских и уездных центрах. Постоянные радиопередачи с применением уличного громкоговорителя были организованы в июне 1921 года в Москве, а 2 августа в подмосковных Люберцах начал работу первый радиоузел.
Английский термин «broadcasting» ввёл основатель и преподаватель колледжа беспроводной телеграфии и техники в Сан-Хосе Ч. Херолд. Он построил искровой передатчик, через который начал транслировать речевые и музыкальные программы, принимаемые в основном бывшими и действующими учениками колледжа. Херолд родился и вырос в фермерской среде, где посев семян на поле в разброс назывался «broadcasting» — «широкий разброс». Антенна передатчика имела круговую диаграмму направленности, то есть излучала радиоволны во все стороны, и по аналогии с сельскохозяйственным определением, Херолд стал именовать так свои трансляции.

### Гражданская радиосвязь
Решениями ГКРЧ России (Государственной комиссии по радиочастотам) для гражданской связи физическими и юридическими лицами на территории Российской Федерации выделены 3 группы частот:
- 27 МГц (Си-Би, «Citizen’s Band», гражданский диапазон) — с разрешённой выходной мощностью передатчика до 10 Вт. Автомобильные рации диапазона 27 МГц широко используются для организации радиосвязи в службах такси, для связи водителей-дальнобойщиков;
- 433 МГц (LPD, «Low Power Device») — выделено 69 каналов для раций с выходной мощностью передатчика не более 0,01 Вт;
- 446 МГц (PMR, «Personal Mobile Radio») — выделено 8 каналов для раций с выходной мощностью передатчика не более 0,5 Вт.

### Любительская радиосвязь
Радиолюбительская связь — многогранное техническое хобби, выражающееся в проведении радиосвязей в отведённых для этой цели диапазонах радиочастот. Оно может иметь направленность в сторону той или иной составляющей; например:
- Конструирование и постройка любительской приёмно-передающей аппаратуры и антенн;
- Участие в различных соревнованиях по радиосвязи (радиоспорт);
- Коллекционирование карточек-квитанций, высылаемых в подтверждение проведённых радиосвязей и/или дипломов, выдаваемых за проведение тех или иных связей;
- Поиск и проведение радиосвязей с радиолюбительскими станциями, работающими из отдалённых мест или из мест, в которых крайне редко работают любительские радиостанции (DXing);
- Работа какими-то определёнными видами излучения (телеграфия, телефония с однополосной или частотной модуляцией, цифровые виды связи);
- Связь на УКВ с использованием отражения радиоволн от Луны (EME), от зон полярного сияния («Аврора»), от метеорных потоков, с ретрансляцией через радиолюбительские ИСЗ;
- Работа малой мощностью передатчика (QRP), на простейшей аппаратуре;
- Участие в радиоэкспедициях — выход в эфир из отдалённых и труднодоступных мест и территорий планеты, где нет активных радиолюбителей.

В компьютерных сетях AMPRNet соединение обеспечивается любительскими радиостанциями.

## История и изобретение радио
Уильям Крукс, хотя и не проводил экспериментов по технике передачи и приёма электромагнитных волн, но был писателем-фантастом, допускавшим «бесконтактную биологическую связь между головами людей», и публиковал свои статьи в журналах. В 1892 году в статье «Некоторые возможности применения электричества» в английском журнале общего профиля, описывая воображаемую приёмо-передающую установку, он широко использовал понятие «радио». Его другие заявленные по тексту термины, такие как «генерирование», «диапазон», «чувствительность», «избирательность» и прочие, стали впоследствии общеупотребительными.
Первый патент на беспроводную передачу электрического сигнала получил в 1872 году американский исследователь, стоматолог по профессии Малон Лумис, заявивший в 1866 году об изобретении способа беспроводной связи. В США изобретателем беспроводной связи считают Дэвида Хьюза (1878), а также Томаса Эдисона (1876) и Николу Теслу (патент на передающее устройство с резонанс-трансформатором в 1891 году); в Германии — Генриха Герца (1888); во Франции — Эдуарда Бранли (1890); в ряде балканских стран — Николу Теслу (1891); в Бразилии — Ландела де Мору (1893—1894); в Великобритании — Оливера Джозефа Лоджа (1894); в Индии — Джагадиша Чандру Боше (1894—1895); в России — Александра Степановича Попова (1895) и Якова Наркевича-Иодко (1890).
В западных странах создателем первой успешной системы беспроводной передачи телеграфного сигнала считается итальянский инженер Гульельмо Маркони (1895—1896).
В СССР и в бывших союзных республиках одним из изобретателей беспроволочного телеграфа считается А. С. Попов. В опытах, проведённых в физическом кабинете, а затем в саду Минного офицерского класса, прибор Попова обнаруживал излучение электромагнитных волн на расстоянии до 60 м от передатчика. На заседании Русского физико-химического общества в Петербурге 25 апреля (7 мая) 1895 года Попов продемонстрировал, как указано в протоколе заседания, «прибор, предназначенный для показывания быстрых колебаний в атмосферном электричестве». В СССР с 1945 года 7 мая стали отмечать как День радио.
Во Франции изобретателем беспроволочной телеграфии долгое время считался создатель когерера (трубки Бранли) Эдуард Бранли (1890).
В Индии беспроводную передачу электромагнитных волн в 1894 году демонстрирует Джагадиш Чандра Боше.
В Великобритании в 1894 году первым показал возможность беспроводной передаче и приёма электромагнитных волн на расстояние 40 метров изобретатель когерера (трубка Бранли со встряхивателем) Оливер Лодж. Одним из изобретателей способа передачи и приёма электромагнитных волн (которые длительное время назывались «волнами Герца» — «Hertzian Waves») ряд исследователей называют немецкого учёного Генриха Герца (1888).
Основные этапы истории изобретения радио, с точки зрения развития теории и практики радиосвязи, выглядят следующим образом:
- 1820 — датский учёный, физик Ганс Кристиан Эрстед продемонстрировал, что провод с током отклоняет намагниченную стрелку компаса.
- 1829 — американский физик Джозеф Генри в экспериментах с лейденскими банками обнаружил, что их электрические разряды вызывают намагничивание на расстоянии металлических иголок.
- 1831 — английский физико-химик Майкл Фарадей открыл явление электромагнитной индукции.
- 1837 — немецкий физик и астроном Карл Огаст фон Штайнхайль, исследуя свойства двухпроводного телеграфного аппарата, установил, что мог бы устранить один из проводов и использовать единственный провод для телеграфной коммуникации. Это привело его к предположению, что можно устранить оба провода и передавать сигналы телеграфа через землю, без проводов, соединяющих станции.
- 1845 — Майкл Фарадей ввёл понятие электромагнитного поля.
- 1854 — шотландец Джеймс Боумен Линдси получил патент для системы беспроводной телеграфии через воду.
- 1859 — немецкий физик Беренд Феддерсен экспериментально доказал, что разряды лейденских банок запускают эфирные колебательные процессы.
- 1860—1865 — английский физик Джеймс Кларк Максвелл создал теорию электромагнитного поля.
- 1866 — Малон Лумис заявил о том, что открыл способ беспроволочной связи. Связь осуществлялась при помощи двух электрических проводов, поднятых двумя воздушными змеями: один из них (с размыкателем) был антенной радиопередатчика, второй — антенной радиоприёмника. При размыкании от земли цепи одного провода — отклонялась стрелка гальванометра в цепи другого провода.
- 1868 — Малон Лумис заявил, что повторил свои эксперименты перед представителями Конгресса США, передав сигналы на расстояние 14—18 миль.
- 1872 — Уильяму Генри Варду 30 апреля выдан патент США № 126356 под названием «Усовершенствования для того, чтобы собрать электричество для того, чтобы телеграфировать». Согласно патенту, «электрический слой в атмосфере» мог нести сигналы как телеграфный провод.
- 1872 — 30 июля Малон Лумис получил патент США 129971 «Улучшение в телеграфии» на беспроводную связь. Хотя президент Грант подписал закон о финансировании опытов Лумиса, финансирование так и не было открыто[16]. Никаких достоверных данных о том, как проходили эксперименты Лумиса, равно как и чертежей его аппаратов, не сохранилось. Американский патент также не содержит подробного описания устройств, использованных Лумисом.
- 1878—1879 — английский и американский изобретатель Дэвид Хьюз при работе с индукционной катушкой продемонстрировал возможность обнаружить сигналы на расстоянии более чем несколько сотен ярдов. Он дал знать о своём открытии Королевскому обществу в 1880 г., однако коллеги убедили его, что речь идёт лишь об индукции[17][18];
- 1879 — в конце октября 1879 г. Дэвид Эдвард Хьюз пришёл к выводу, что из передающей схемы можно убрать индукционную катушку, поскольку установил, что любая электрическая искра обусловливает звук в телефоне. Далее, Хьюз поместил передатчик и приёмник в разные комнаты и уже не соединял приборы. К приёмнику, на расстоянии 6 футов от передатчика, был подсоединён провод — одна из первых антенн. К слову, одна из первых антенн фигурировала ещё в опытах Луиджи Гальвани (1737—1798), в которых детектором служил свежий препарат лягушки.
- 1882 — Эймос Эмерсон Долбеар в ходе опытов над проводным телефоном создал устройство для беспроводной связи. Однако нет никаких доказательств того, что предложенный метод мог или производил эффект передачи речи или сигналов между станциями, разнесёнными на какое-либо расстояние[19]. Он подал заявку в патентное бюро и 5 октября 1886 года получил патент на «Способ электрической коммуникации»[20].
- 1883 — ирландский профессор Джордж Фрэнсис Фицджеральд предложил использовать эфирные колебания в качестве источника максвелловских волн, однако он не представлял, как эти волны зарегистрировать, а потому ограничился чистой теорией.
- 1885 — американский изобретатель Томас Алва Эдисон 23 мая подал патентную заявку № 166455 (утверждена 29 декабря 1891 г., патент США № 465971) на «Способ передачи электрических сигналов». Во время Большой Снежной бури 1888 г. в США эта система передачи использовалась[источник не указан 70 дней], чтобы послать и получить беспроводные сообщения от поездов, занесённых снегом (возможно, что это первое успешное использование беспроводной телеграфии, чтобы послать сигналы бедствия: выведенные из строя поезда смогли поддержать связь через систему телеграфа Т. А. Эдисона).
- 1885—1892 — фермер из Кентукки (США) по имени Натан Стабблефилд изобрёл устройство, которое базировалось на звуковой частотной индукции. Для передачи сигнала использовалась звуковая проводимость земли, а не радиочастота.
- 1886—1888 — немецкий физик Генрих Герц доказал существование электромагнитных волн, предсказанных Максвеллом математическим путём (опыты при различных взаимных положениях генератора и приёмника). Герц с помощью устройства, которое он назвал вибратором, осуществил успешные опыты по передаче и приёму электромагнитных сигналов на расстояние и без проводов.
- 1890 — французский физик и инженер Эдуар Бранли изобрёл прибор для регистрации электромагнитных волн, названный им радиокондуктор (позднее — когерер). В своих опытах Бранли использует антенны в виде отрезков проволоки. Результаты опытов Эдуара Бранли были опубликованы в «Бюллетене Международного общества электриков» и отчётах Французской Академии Наук.
- 1890 — российский учёный Яков Оттонович Наркевич-Иодко применил для регистрации грозовых разрядов прибор, имеющий основные компоненты радиоприёмных устройств — антенну и заземление, а также телефонную трубку. Прибор позволял регистрировать электрические разряды в атмосфере на расстоянии до 100 км.
- 1891—1892 — главный инженер британского почтового ведомства Уильям Прис успешно экспериментировал с индукционной передачей сигналов азбукой Морзе между прибрежными приёмно-передающими станциями (в том числе через Бристольский залив), разнесёнными на несколько километров (до 5 км).
- 1891 — Никола Тесла (Сент-Луис, штат Миссури, США) в ходе лекций публично описал принципы передачи радиосигнала на большие расстояния.
- 1892 — англичанин Уильям Крукс впервые системно описал принципы передачи информации с помощью электромагнитных волн.
- 1893 — Тесла запатентовал радиопередатчик и изобретает мачтовую антенну, с помощью которой в 1895 г. передал радиосигналы на расстояние 30 миль[21].
- Между 1893 и 1894 — Роберто Ланделл де Мора, бразильский священник и учёный, провёл эксперименты по передаче радиосигнала. Их результаты он не оглашал до 1900 г., но впоследствии получил бразильский патент.
- 1894 — профессор Эрих Ратенау провёл под Берлином эксперименты по передаче сигналов с помощью низкочастотных электромагнитных волн.
- 1894 — Гульельмо Маркони, под влиянием идей профессора Аугусто Риги, высказанных в некрологе Генриху Герцу, начинает эксперименты по радиотелеграфии (первоначально — с помощью вибратора Герца и когерера Бранли)[22]. Никаких письменных свидетельств того времени, которые могли бы подтвердить опыты Маркони, проводимые в 1894 году, однако, не имеется.
- 1894 — первый публичный показ опытов по беспроводной телеграфии британским физиком Оливером Лоджем и Александром Мирхедом на лекции в театре Музея естественной истории Оксфордского университета. При показе сигнал был отправлен из лаборатории в соседнем Кларендоновском корпусе и принят прибором в театре на расстоянии 40 м. Изобретённый Лоджем «прибор для регистрации приёма электромагнитных волн» содержал радиокондуктор — «трубку Бранли» (которой Лодж дал название «когерер») со встряхивателем, источник тока и гальванометр. Для встряхивания когерера, с целью периодического восстановления его чувствительности к «волнам Герца», впоследствии использовался или звонок, или заводной пружинный механизм с молоточком-зацепом.
- Ноябрь 1894 — публичная демонстрация опытов по беспроводной передаче сигнала в миллиметровом диапазоне сэром Джагадишем Чандра Боше в Ратуше города Калькутты. Кроме того, Боше изобрёл ртутный когерер, не требующий при работе физического встряхивания
- 1895 — английский физик Эрнест Резерфорд опубликовал результаты своих экспериментов по детектированию радиоволн на расстоянии в три четверти мили от их источника. Для приёма радиоволн, Резерфорд дополнил резонатор Герца катушкой из тонкой проволоки с намагниченной стальной иглой внутри. Под действием радиоволновых импульсов — игла размагничивалась, что и показывал магнитометр.
- 7 мая 1895 — на заседании Русского физико-химического общества в Санкт-Петербурге, Александр Степанович Попов читает лекцию «Об отношении металлических порошков к электрическим колебаниям», на которой, воспроизводя опыты Лоджа c электромагнитными сигналами, демонстрирует прибор, схожий в общих чертах с тем, который ранее использовался Лоджем. При этом Попов внёс в конструкцию усовершенствования. Отличительной особенностью прибора Попова был молоточек, встряхивавший когерер (трубку Бранли), который работал не от часового механизма, как ранее, а от самого принимаемого радиоимпульса[23]. Кроме того, было введено реле, повышающее чувствительность и стабильность работы прибора. Строго говоря, прибор Попова следует называть «прибором для обнаружения и регистрирования электрических колебаний» с автоматическим встряхиванием когерера. В мае 1895 года прибор был приспособлен для улавливания атмосферных электромагнитных волн на метеостанции Лесного института. Название прибора — «разрядоотметчик» (впоследствии, «грозоотметчик») — дал товарищ и коллега А. С. Попова по Русскому физико-химическому обществу, основатель кафедры физики Лесного института Д. А. Лачинов, который в июле 1895 года во 2-м издании своего курса «Основ метеорологии и климатологии» впервые изложил принцип действия «разрядоотметчика Попова» — это и есть первое описание прототипа[11][24][25].
- Весна 1895 г. — Маркони добился передачи радиосигнала на несколько сотен метров[6].
- 2 июня 1896 г. — Маркони подал заявку на патент.
- 2 сентября 1896 — Маркони первый раз публично показал работу своего изобретения на равнине Солсбери, передав радиограммы на расстояние 3 км[26].
- 1897 — Оливер Лодж изобрёл принцип настройки на резонансную частоту[27].
- 2 июля 1897 — Маркони получил британский патент № 12039 «Усовершенствования в передаче электрических импульсов и сигналов в передающем аппарате». В общих чертах приёмник Маркони воспроизводил приёмник Попова, (с некоторыми усовершенствованиями)[23], а его передатчик — вибратор Герца с усовершенствованиями Риги. Принципиально новым было то, что приёмник был изначально подключён к телеграфному аппарату, а передатчик соединён с ключом Морзе, что и сделало возможным радиотелеграфическую связь. Маркони использовал антенны одной длины для приёмника и передатчика, что позволило резко повысить мощность передатчика; кроме того детектор Маркони был гораздо чувствительнее детектора Попова, что признавал и сам Попов[28].
- 6 июля 1897 — Маркони на итальянской военно-морской базе Специя передал слова «Viva l’Italia» из-за линии горизонта — на расстояние 18 км[29].
- Ноябрь 1897 — строительство Маркони первой постоянной радиостанции на о. Уайт, соединённой с Бормотом (23 км.)[30].
- 18 декабря 1897 — Попов на заседании Русского физико-химического общества, используя вибратор Герца и приёмник собственной конструкции, передал (расстояние — около 230 м) первую в России радиограмму: «Герц»[23].
- Январь 1898 — первое применение радио на деле. Маркони передал (за обрывом телеграфных проводов из-за снежной бури) сообщения журналистов из Уэльса о смертельной болезни Уильяма Гладстона[22][31].
- Май 1898 — Маркони впервые применил систему настройки.
- 1898 — Маркони открыл первый в Великобритании «завод беспроволочного телеграфа» в Челмсфорде, на котором начали работу 50 человек.
- 1898 — присуждение А. С. Попову премии Русского Технического Общества в 1898 г. «за изобретение приёмника электромагнитных колебаний и приборов для телеграфирования без проводов»[32].
- 3 марта 1899 — радиосвязь впервые в мире была успешно использована в морской спасательной операции: с помощью радиотелеграфа спасены команда и пассажиры потерпевшего кораблекрушение парохода «Масенс» (Mathens)[27][30].
- Май 1899 — помощники Попова П. Н. Рыбкин и Д. С. Троицкий обнаружили детекторный эффект когерера. На основании этого эффекта, Попов усовершенствовал свой приёмник для приёма сигналов на телефонную трубку и запатентовал как «телефонный приёмник депеш».
- 1899 — сэр Джагдиш Чандра Боз (Калькутта) изобрёл ртутный когерер.
- 1900 — радиосвязь между островами Гогланд и Кутсало была успешно использована в морской спасательной операции — снятии с мели около Гогланда броненосца береговой обороны «Генерал-адмирал Апраксин». Радиотелеграфные сообщения на радиостанцию острова Гогланд приходили с находящейся в 25 милях передающей станции Российской Военно-Морской базы в Котке, которая телеграфной линией была связана с Адмиралтейством Санкт-Петербурга. Аппаратура беспроводного телеграфирования была изготовлена фирмой Дюкрете. В результате обмена радиограммами ледоколом «Ермак» были также спасены финские рыбаки с оторванной льдины в Финском заливе[33][34].
- 1900 — Маркони получил патент № 7777 на систему настройки радио («Oscillating Sintonic Circuit»).
- 1900 — аппаратура фирмы Дюкрете была дополнена запатентованным Поповым телефонным приёмником для приёма телеграфных сигналов на слух, выпускавшимся под торговой маркой «Попов — Дюкрете»[35].
- 1900 — работы Попова были отмечены Большой золотой медалью и дипломом на международной электротехнической выставке в Париже[21].
- 12 декабря 1901 — Маркони провёл первый сеанс трансатлантической радиосвязи между Англией и Ньюфаундлендом на расстояние 3200 км (передал букву «S» азбуки Морзе). Ранее это считалось принципиально невозможным.
- 1904—1905 — русско-японская война, первое массовое применение радиосвязи в военных действиях[36].
- 1905 — Маркони получил патент на направленную передачу сигналов.
- 1906 — Реджинальд Фессенден и Ли де Форест обнаружили возможность амплитудной модуляции радиосигнала низкочастотным сигналом, что позволило передавать в эфире человеческую речь.
- 1909 — присуждение Маркони и Ф. Брауну Нобелевской премии по физике «в знак признания их заслуг в развитии беспроволочной телеграфии»[37].
- 1916 — первая регулярная радиопередача — погода в штате Висконсин, передаваемая в коде Морзе.
- 1919 — первая радиопередача разборчивой человеческой речи.
- 1920 — начало коммерческой радиотрансляции.
- 1924 — начало радиовещания в СССР.
- 1933 — Эдвин Армстронг предложил использовать для радиовещания широкополосную частотную модуляцию (ЧМ), получив к этому времени четыре патента по результатам своих исследований.
- 1946 — начало МВ ЧМ[38] радиовещания в СССР[39].
- 1995 — первое в мире цифровое радиовещание в Норвегии (Осло).
- 2007 — в Европе появился стандарт цифрового радиовещания DAB+.
- 2017 — окончательное отключение 13 декабря последних FM-передатчиков в Норвегии.

Изобретение радиосвязи дало начало таким научно-техническим направлениям, как радиоастрономия, радиометрология, радионавигация, радиолокация, радиоразведка, радиопротиводействие, послужило стимулом в исследовании и развитии электричества, и стало основой электроники.